# Кривобок Ганна Вікторівна
Ганна Вікторівна Кривобо́к (нар. 25 червня 1966, Ірпінь) — українська вишивальниця, текстильна художниця, модельєрка. Членкиня Національної спілки майстрів народного мистецтва України з 2006 року та Чернівецької організаці Національної спілки художників України з 2008 року. Лауреатка Міжнародної літературно-мистецької премії імені Ольги Кобилянської за 2011 рік та Чернівецької обласної премії імені Георгія Гараса за збереження, відродження та розвиток народного мистецтва Буковини в номінації «За творчі досягнення у розвитку народного орнаментального мистецтва Буковини та продовження його традицій» за 2019 рік.

## Біографія
Народилася 25 червня 1966 року в місті Ірпені Київської області (нині Україна) у мистецькій сім'ї. Після закінчення середньої школи вступила до Решетилівського училища прикладного мистецтва. Продовжила навчання на відділенні художньої вишивки у Вижницькому училищі прикладного мистецтва.
З 2002 року очолювала відділ декоративно-ужиткового мистецтва Чернівецької обласної організації Національної спілки художників України. 2010 року закінчила Київський мистецький інститут художнього моделювання та дизайну імені Сальвадора Далі, де навчалася у Раїси Збітневої, Наталії Чупріної, Оксани Фурси, Євгена Пілюгіна. Нині заступниця голови Чернівецької обласної організації Національної спілки художників України.

## Творчість
Працює у галузі декоративно-ужиткового мистецтва (вишивка, ткацтво). Серед робіт:
- жіночі сорочки «Лоза», «Молодість» (обидві 2004);
- гобелени «Загублені квіти весни», «Зимові спогади», «Композиція» (усі — 2005);
- комплекти жіночого одягу «Прозорість дня» (2005), «Весняний струмок», «Квіти літа» (обидва — 2007);
- чоловіча сорочка «Теплий пісок» (2007);
- рушники «Буковинський» (2007), «Святковий» (2008).

Розробила серії сценічних костюмів для ансамблів Чернівецької філармонії, танцювальних колективів «Ізвораш», «Розмай Буковини», «Смеречина».
Бере участь у всеукраїнських та міжнародних художніх виставках з 1995 року.